# Baie Desolation
Pour les articles homonymes, voir Desolation Sound (homonymie).

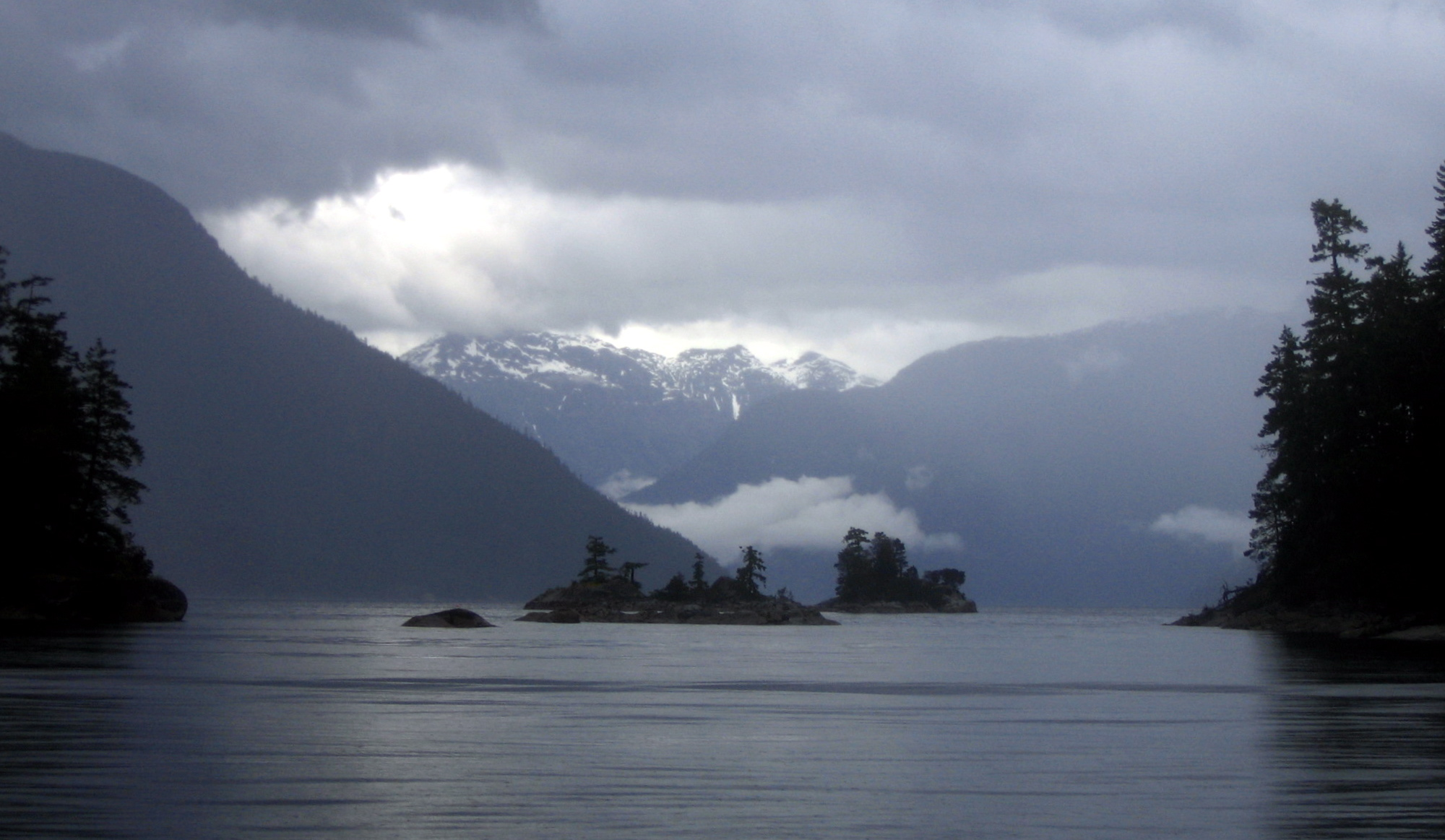
La baie Desolation en Colombie-Britannique.

La baie Desolation (en anglais : Desolation Sound) est un fjord situé au bord de la côte sud-ouest de la Colombie-Britannique au Canada et qui débouche dans le détroit de Géorgie, qui sépare l'île de Vancouver du continent. Elle est bordée d'îles de l'archipel Discovery et de péninsules dont les rivages montagneux aux parois granitiques sont décorés de nombreuses cascades souvent spectaculaires.
Elle marque l'extrémité nord de la Sunshine Coast.
La baie est une zone protégée sous la forme d'un parc maritime appelé Desolation Sound Provincial Marine Park.

## Description et situation
La baie Desolation est l'étendue d'eau délimitée par l'île Cortes, l'île Redonda Ouest, l'île Redonda Est, la péninsule Gifford et la péninsule Malaspina. Ses limites maritimes sont définies officiellement comme indiqué ci-dessous.
- Limite sud : la limite avec le détroit de Géorgie au sud est située sur la ligne entre Mary Point (sur l'île Cortes) et Sarah Point (sur la péninsule Malaspina).
- Limite nord-ouest : la baie se termine à la latitude de Junction Point (sur l'île Cortes).
- Limite nord-est : la baie est délimitée par la ligne reliant Marylebone Point (sur l'île Redonda Ouest) et Horace Head (sur l'île Redonda Est), puis par la ligne reliant Horace Head et l'île Otter en passant par l'île Melville.

## Histoire humaine
La baie était habitée par des indiens salish avant l'arrivée des Européens qui ont établi les premiers relevés cartographiques en 1792.
Durant l'été 1792, l'expédition du capitaine britannique George Vancouver avait rencontré celle des Espagnols Dionisio Alcalá Galiano et Cayetano Valdés à l'embouchure de la baie Burrard. Vancouver et Galiano décidèrent alors de coopérer dans leurs explorations et c'est donc ensemble qu'ils ont cartographié le bras de mer que Vancouver nomma Desolation Sound prétextant qu'il n'y avait pas un seul point de vue agréable à l'œil (en anglais : there was not a single prospect that was pleasing to the eye).
À la fin du XIXe siècle, la population amérindienne déclina dramatiquement du fait de la variole et la tuberculose.

## Au cinéma
- Le film canadien Desolation Sound (2005), réalisé par Scott Weber, se déroule dans la baie Desolation.